# Masegosa
Masegosa település Spanyolországban, Cuenca tartományban. Masegosa Cuenca, Lagunaseca, Beteta és Cueva del Hierro községekkel határos. Lakosainak száma 62 fő (2024).

## Népesség
A település népessége az utóbbi években az alábbiak szerint változott:
| Lakosok száma | 122  | 119  | 122  | 109  | 123  | 80   | 78   | 64   | 61   | 62   |
|               | 2001 | 2004 | 2006 | 2009 | 2011 | 2014 | 2016 | 2019 | 2021 | 2024 |